# Оборона Царицына
Оборона Царицына — военная кампания Красной армии против Белой за контроль над городом Царицын в ходе Гражданской войны в России.
В советской историографии в обороне Царицына выделялись три этапа — по числу отбитых попыток белых войск захватить город: первая оборона Царицына в июле—сентябре 1918 года; вторая оборона Царицына в сентябре—октябре 1918 года; третья оборона Царицына в январе—феврале 1919 года.
В мае—июне 1919 года в результате очередного наступления белых войск Красная армия оставила город. В августе 1919 — январе 1920 года уже Белая армия вела оборонительные действия, окончившиеся окончательным переходом Царицына в руки красных войск.

## Военно-политическая ситуация
Благодаря значительному рабочему населению Царицын являлся одним из основных революционных центров юго-востока европейской России. В экономическом и военном отношении он был важен для обеих сторон как промышленный центр, а стратегическое значение Царицына определялось пересечением здесь коммуникаций, которые связывали центральные районы страны с Нижним Поволжьем, Северным Кавказом и Средней Азией, и по которым шло снабжение центра продовольствием, топливом и др. Для командования Донской армии овладение Царицыном создавало возможность соединения с войсками оренбургского атамана Александра Дутова и обеспечивало правый фланг казачьей армии в марте 1918 года на главном для генерала Петра Краснова воронежском направлении.
23 марта 1918 года на территории Области Войска Донского была провозглашена Донская республика (с середины апреля — Донская Советская Республика). Однако уже с конца марта в ряде донских станиц вспыхивают казачьи восстания, спровоцированные попытками земельного передела, а во многих местах — расстрелами и грабежами со стороны отрядов красной гвардии.
В середине мая 1918 года, после оккупации германскими интервентами Юга России, на территории подконтрольной Германии, в Новочеркасске было объявлено о создании Всевеликого войска Донского. На базе повстанческих частей и отряда генерала П. Х. Попова, вернувшегося из Степного похода, началось создание Донской армии.
К началу мая города Ростов, Нахичевань-на-Дону, Таганрог, Миллерово, Чертково оккупировала Германия. В соответствии с соглашением, подписанным УНР с Германией и Австро-Венгрией, немецкий экспедиционный корпус в марте 1918 года вошел на территорию юга России. Руководство Донской Советской Республики эвакуировалось в Царицын, а до конца июня продолжало свою деятельность в станице Великокняжеская.
28 мая в станице Манычской состоялось совещание с целью организации совместных действий основных антибольшевистских сил юга России с участием генералов Краснова, Деникина, Алексеева и др. Генерал Краснов предложил Добровольческой армии совместно наступать на Царицын, который, по его замыслу, должен был стать базой для дальнейшего наступления Добровольческой армии в Среднее Поволжье (Саратовскую губернию) при содействии немцев. Здесь, по замыслу Краснова, Добровольческая армия должна была закрепиться и соединиться с белоказаками генерала Дутова. Командование Добровольческой армии, однако, отвергло предложение генерала Краснова, не считая для себя приемлемым идти на союз с Германией. Немаловажным обстоятельством было и то, что половину личного состава армии составляли кубанские казаки, присоединившиеся к добровольцам в надежде на ликвидацию советской власти в первую очередь на Кубани.
Генерал Деникин поставил себе частную задачу: освобождение от советских войск Задонья и Кубани. 25 июня Добровольческая армия овладела станцией Торговая, перерезала железнодорожную связь Северного Кавказа с центральной Россией и двинулась на Великокняжескую с целью содействия Донской армии по овладению Сальским округом, что должно было обеспечить ей надёжный тыл со стороны Царицына. 28 июня Великокняжеская была взята, и после двухнедельной остановки 10 июля Добровольческая армия круто повернула на юг, на Тихорецкую.

## Первая оборона Царицына
Первая оборона Царицына — операция Красной армии по обороне Царицына от Донской армии генерала П. Н. Краснова в июле — сентябре 1918 года.
В июле 1918 года командование Донской армии (до 45 тыс. штыков и сабель, 610 пулемётов, свыше 150 орудий) намеревалось полностью очистить от большевиков северные районы Области Войска Донского и взять Царицын, чтоб ликвидировать угрозу своему правому флангу и тылу.
Для этих целей Донская армия делилась на три группы. Две из них наступали на Царицын: отряд полковника Полякова (до 10 тыс. штыков и сабель), наносивший удар из района Великокняжеской на г. Сарепта и южнее его, и оперативная группа генерала К. К. Мамантова (около 12 тыс. штыков и сабель), наступавшая из района Верхнекурмоярская — Калач. Третья оперативная группа генерала А. П. Фицхелаурова (около 20 тыс. штыков и сабель) из района Кременская, Усть-Медведицкая, Чаплыженская наступала на север, на Поворино, Камышин и Балашов (Саратовская губерния). Таким образом, на царицынском направлении было сосредоточено 42 тыс. штыков и сабель Донской армии.
Войска РККА на царицынском участке (около 42 тыс. штыков и сабель, свыше 100 орудий) состояли из формирований Царицынского фронта и частей из состава 3-й и 5-й армий, отошедших из Украины под натиском германских войск.

### Роль Сталина
6 мая 1918 года декретом Совета Народных комиссаров был учреждён Северо-Кавказский военный округ, в который вошли территории Области Войска Донского, Кубанской, Терской и Дагестанской областей.
14 мая приказом председателя Высшего военного совета Л. Д. Троцкого военным руководителем округа был назначен генерал-лейтенант Генштаба А. Е. Снесарев. Ему была поставлена задача собрать разбросанные на большом пространстве отряды и боевые группы и организовать противодействие наступающей на Царицын 40-тысячной армии генерала Краснова. Сразу же после прибытия 26 мая в Царицын, военрук Снесарев энергично приступил к мероприятиям по организации штабов, связи, разведки, поднятию дисциплины, очень много времени проводя в отрядах и частях, которые вели боевые действия.
29 мая Совнарком РСФСР назначил И. В. Сталина ответственным за проведение продовольственной диктатуры на юге России и командировал его в качестве чрезвычайного уполномоченного ВЦИК по заготовке и вывозу хлеба с Северного Кавказа в промышленные центры.
Прибыв 6 июня в Царицын, Сталин стал вмешиваться в вопросы управления, в том числе военные. Между ним и генералом-лейтенантом Снесаревым сразу же вспыхнул открытый конфликт, отчасти из-за общего негативного отношения Сталина к военспецам, а отчасти из-за того, что Сталин считал Снесарева ставленником Троцкого. 
23 июня, по настоянию Сталина, Снесарев отдал приказ № 4 об объединении всех красных войск правого берега Дона (3-я и 5-я армии) в группу под общим командованием К. Е. Ворошилова, сумевшего прорваться во главе луганского рабочего отряда к Царицыну.
19 июля был создан Военный совет Северо-Кавказского военного округа (председатель И. В. Сталин, члены А. Е. Снесарев и С. К. Минин).
В результате серьёзного столкновения Снесарева со Сталиным и Ворошиловым, Снесарев со всем своим штабом был арестован. Москва, однако, потребовала освободить Снесарева и выполнять его распоряжения. Приехавшая московская комиссия во главе с членом ВЦИК А. И. Окуловым приняла решение оставить Сталина и Ворошилова в Царицыне, а Снесарева отозвать в Москву. Формально Снесарев оставался военным руководителем округа вплоть до 23 сентября 1918 года. Фактически же военным руководителем на Северном Кавказе и в районе Царицына стал Сталин.
Приказом № 1 военсовета СКВО (военного совета Северо-Кавказского военного округа) от 22 июля военруком (военным руководителем) округа временно назначен бывший полковник царской армии А. Н. Ковалевский; начальником штаба округа стал полковник А. Л. Носович. Одновременно, 24 июля, Ковалевский введён в военный совет округа. Однако уже 4 августа он смещён со всех должностей, так как считал оборону округа безнадёжным делом. По распоряжению Сталина, царицынская ЧК арестовала всех сотрудников артиллерийского управления штаба округа, а сам штаб ликвидировала (4 августа). 6 августа ликвидировано хозяйственное управление округа. 10 августа с должности начальника штаба округа смещён и Носович, за преступное бездействие и саботаж Носович и Ковалевский арестованы. Носович и Ковалевский вскоре, уже 13 августа, освобождены из-под ареста по распоряжению Троцкого на поруки инспекции, которая прибыла во главе с председателем Высшей военной инспекции Н. И. Подвойским накануне в Царицын. В тот же день освобожденные военспецы вместе с инспекционной группой уехали в Камышин, откуда они должны оправиться для допроса в Балашов и далее в Москву. 24 октября 1918 года помощник командующего советским Южным фронтом П. П. Сытина Носович с секретными документами перешёл на сторону Добровольческой армии. Это вызвало уже второй арест штаба округа, Ковалевский по постановлению Особого отдела по борьбе с контрреволюцией и шпионажем на Южном фронте в начале декабря 1918 года расстрелян «за передачу белогвардейцам сведений военного характера» и «связь с руководителями белой гвардии». Командующий советским Южным фронтом бывший генерал П. П. Сытин 13 ноября 1918 года был арестован. 
24 июля обороняющиеся войска Красной армии разделены на участки: Усть-Медведицкий (начальник Ф. К. Миронов, около 8 тыс. штыков и сабель, 51 пулемёт, 15 орудий), Царицынский (начальник А. И. Харченко, около 23 тыс. штыков и сабель, 162 пулемёта, 82 орудия) и Сальская группа (начальник Г. К. Шевкоплясов, около 10 тыс. штыков и сабель, 86 пулемётов, 17 орудий); в Царицыне находился резерв (около 1500 штыков и сабель, 47 пулемётов, 8 орудий). Отряд бронепоездов и корабли Волжской флотилии поддерживали огнем оборонявшихся.
4 августа 1918 года Сталин сообщил Ленину:

«Положение на юге не из легких. Военсовет получил совершенно расстроенное наследство, расстроенное отчасти инертностью бывшего военрука, отчасти заговором привлеченных военруком лиц в разные отделы военного округа».

Членом Военного совета СКВО 5 августа назначен К. Е. Ворошилов — командующий войсками Царицынского фронта. Царицынский комитет РКП(б) направил на работу в СКВО М. Л. Рухимовича, А. Я. Пархоменко и других.
В начале августа оперативная группа Фицхелаурова, наступавшая на северном направлении, отбросив красные части на 150 км, вышла к Волге на протяжении от Царицына до Камышина, прервав сообщение царицынской группировки с Москвой.
Группа Мамантова (12 тыс. штыков и сабель), наступавшая в центре, 8 августа прорвала фронт и отбросила красных от Дона к Царицыну, захватив Калач. 18 августа части Мамантова захватили пригороды Царицына, Сарепту и Ерзовку, и завязали бои непосредственно за город.
Однако группа Полякова, наступавшая вдоль железной дороги Тихорецк-Царицын из района станции Великокняжеская на город с юга, которая должна была обеспечивать правый фланг и тыл группы Мамантова, увязнув в локальных боях, к Царицыну так и не вышла, что позволило красным, подтянув резервы, 23 августа нанести удар во фланг и тыл группе Мамантова. Группа Мамантова вынуждена начать отступление и к 6 сентября отошла на исходные позиции за Дон. Неудаче штурма Царицына также способствовало то, что у Донской армии практически не было тяжёлого вооружения и строевых пехотных частей.
Однако, несмотря на успех, положение царицынской группировки красных было неустойчивым из-за тяжёлых потерь: до 60 тысяч человек убитыми, ранеными и пленными. Следующий штурм мог оказаться последним. Потери Донской армии оценивались в 12 тысяч убитыми и пленными.
Председатель Реввоенсовета Троцкий телеграфировал Ленину с просьбой немедленно отозвать Сталина, мотивируя тем, что «дела на Царицынском участке идут из рук вон плохо, несмотря на превосходство в силах». Сталин был вызван для доклада в Москву. 12 сентября 1918 г. И. В. Сталин выезжает в Москву для доклада В. И. Ленину по вопросам, связанным с положением на Южном фронте.

### Краткая хронология
Краткая хронология событий первой обороны Царицына, связанных с деятельностью И. В. Сталина и К. Е. Ворошилова:
- 19 июля 1918 г. создан Военный совет Северо-Кавказского военного округа во главе с И. В. Сталиным.
- 4 августа И. В. Сталин в письме В. И. Ленину сообщает о военном и продовольственном положении на юге.
- 6 августа И. В. Сталиным подписан приказ Военного совета Северо-Кавказского военного округа о реорганизации всех органов, ведающих снабжением фронта.
- 8 августа И. В. Сталин и К. Е. Ворошилов находятся на станции Котельниково; отдают распоряжение командующему южным участком Царицынского фронта о переброске войск в связи с наступлением красновских банд.
- 13 августа И. В. Сталиным подписан приказ Военного совета, объявляющий Царицын и губернию на осадном положении.
- 14 августа И. В. Сталиным подписан приказ Военного совета о мобилизации в Царицыне буржуазии для рытья окопов.
- 19 августа И. В. Сталин и К. Е. Ворошилов в связи с боевыми действиями на фронте находятся в Сарепте.
- 24 августа И. В. Сталиным и К. Е. Ворошиловым подписан оперативный приказ о развёртывании наступления на Царицынском фронте.
- 26 августа И. В. Сталиным и К. Е. Ворошиловым подписан приказ о реорганизации орудийного завода в Царицыне в связи с нуждой на фронте в броневых автомобилях.
- 6 сентября И. В. Сталин телеграфирует в Совнарком об успешном наступлении советских войск в районе Царицына.
- 8 сентября И. В. Сталин телеграфирует В. И. Ленину о ликвидации в Царицыне организованного эсерами контрреволюционного восстания полка «Грузолес».
- 10 сентября И. В. Сталин на митинге в Царицыне от имени Совнаркома и Военного совета Северо-Кавказского округа приветствует отличившиеся в боях царицынские полки[6].
- 11 сентября 1918 г. Приказом РВС образован Южный фронт.
- 12 сентября 1918 г. И. В. Сталин выезжает в Москву для доклада В. И. Ленину по вопросам, связанным с положением на Южном фронте.

## Вторая оборона Царицына
Состоявшийся в сентябре 1918 года Донской круг принял решение о новом наступлении на Царицын, по которому была начата дополнительная мобилизация казаков в армию.
В середине сентября 1918 года Донская армия начала второе наступление на Царицын. На штурм города было направлено 38 тыс. штыков и сабель, 138 пулеметов, 129 орудий, 8 бронепоездов.
К концу лета численность частей Красной армии, оборонявшей Царицын от донцев, достигала 31 649 штыков и 7816 сабель, при 240 орудиях, 1005 пулемётов и 13 бронепоездах; кроме того, в войсках южной завесы находилось еще 17502 штыка и 2318 сабель, при 38 орудиях и 224 пулемётах.:241-242
Обороняющая Царицын 10-я армия красных насчитывала 40 тыс. штыков и сабель, 200 пулемётов, 152 орудия, 13 бронепоездов.
21 сентября 1918 года Донская армия перешла в наступление и нанесла поражение 10-й армии красных, отбросив её к началу октября от Дона к пригородам Царицына.
Ожесточённые бои развернулись 27-30 сентября на центральном участке — в районе Криво-Музгинской. В конце сентября белогвардейцы стали действовать в обход города с юга, 2 октября захватили Гнилоаксайскую, 8 октября — Тингуту. Казаки севернее и южнее города вышли к Волге, переправившись на ее левый берег, перерезали железную дорогу Царицын-Тихорецкая, взяв город в клещи.
В первой половине октября Донская армия выбила красных из пригородов Царицына: Сарепты, Бекетовки, Отрады, выйдя к 15 октября 1918 года к последнему рубежу обороны города. 15 октября 1918 года в районе Бекетовки красноармейцы 1-го и 2-го крестьянских полков перешли на сторону белых. В обороне красных образовалась огромная брешь.
Для отражения прорвавшегося к пригородам противника командование 10-й армии использовало колонну бронепоездов под командованием Ф. Н. Алябьева, которая поставила огневой заслон врагу, рвавшемуся к окружной железной дороге. С бронепоездами взаимодействовала артиллерийская группа (около 100 орудий), возглавляемая М. И. Куликовым. Огонь артиллерии и бронепоездов нанёс противнику большой урон. С Волги войскам 10-й армии оказывали поддержку корабли флотилии.
Решающий штурм Царицына командование Донской армии назначило на 17 октября. Судьба города, казалось, была решена.
Перелом под Царицыным в пользу 10-й армии наступил с подходом с Кавказа Стальной дивизии Д. П. Жлобы, который поссорился с главкомом Красной армии Северного Кавказа Сорокиным и увёл свою дивизию с кавказского фронта на царицынский. Стальная дивизия прибыла под Царицын и 15 октября нанесла сокрушительный удар штурмовым частям Донской армии с тыла. Удар между Тундутово и Сарептой пришёлся по Астраханской дивизии Донской армии. В течение 45-минутного боя Стальная дивизия наголову разгромила астраханскую пехоту, конницу и артиллерию, причём погиб командир Астраханского отряда генерал М. Демьянов и попал в плен его штаб. После разгрома Астраханского отряда донские войска Северо-Восточного фронта, которым командовал генерал К. К. Мамантов, оказались под угрозой окружения и вынуждены были отступить из-под Царицына.
Однако не только дивизия Жлобы переломила ситуацию. 17 октября на участке наступления Донской армии была сконцентрирована вся имеющаяся у обороняющихся артиллерия — более 200 орудий. Когда белоказаки начали наступление, они были встречены сильным артиллерийским огнём. Потом последовала контратака красноармейцев. В итоге наступление белых было отбито. 
Штурм города провалился, и красные перешли в контрнаступление. 16-19 октября 10-я армия РККА заняла Светлый Яр, Абганерово, Чапурники, Тундутово, Червленое. 21 октября Сальская группа большевиков, пробивавшаяся с юга, соединилась с Царицынской. Объединёнными усилиями красных 10-й, 8-й, 9-й армий и 1-й Стальной дивизии Жлобы белые соединения Донской армии были отброшены от Царицына. Понеся большие потери, Донская армия начала отступление и к 25 октября отошла за Дон.

### Краткая хронология
Краткая хронология событий второй обороны Царицына, связанных с деятельностью И. В. Сталина и К. Е. Ворошилова:
- 15 сентября состоялось совещание В. И. Ленина, Я. М. Свердлова и И. В. Сталина по вопросам Царицынского фронта.
- 17 сентября И. В. Сталин назначен членом РВС Южного фронта. К. Е. Ворошилов назначен членом РВС Южного фронта и помощником командующего Южного фронта.
- 22 сентября И. В. Сталин возвращается из Москвы в Царицын. Здесь совместно с Ворошиловым и Мининым отказался исполнять решение высшего военного органа республики, создав отдельный военный центр. С этой целью они переименовали Военный совет СКВО в Военно-революционный совет (ВРС) Южного фронта и отказались признать военспеца П. П. Сытина в качестве командующего Южным фронтом.
- 3 октября И. В. Сталин и К. Е. Ворошилов посылают телеграмму В. И. Ленину с требованием обсудить в ЦК вопрос о действиях Троцкого, грозящих развалом Южного фронта. Их претензии были отклонены. Конфликтную ситуацию в Царицыне рассмотрел ЦК РКП(б), поручивший Свердлову вызвать Сталина к прямому проводу и указать ему, что подчинение Реввоенсовету республики необходимо.
- 4 октября главком Красной Армии И. И. Вацетис в телеграмме на имя Мехоношина подтвердил: «РВС Республики категорически запрещает самостоятельную переброску частей без ведома и согласия командарма Сытина. Товарищу Сталину предлагается немедленно выехать в Козлов для совместного выполнения с Сытиным поставленных последнему задач и категорически запрещается смешение командных функций». ЦК РКП(б) переформировал РВС Южного фронта, утвердив состав: П. П. Сытин, К. А. Мехоношин, Б. В. Легран.
- 5 октября И. В. Сталин по решению ЦК РКП(б) был отозван в Москву.
- 8 октября Постановлением Совнаркома И. В. Сталин назначается членом Реввоенсовета Республики.
- 11 октября И. В. Сталин возвращается из Москвы в Царицын. И. В. Сталин информирует по прямому проводу Я. М. Свердлова о положении на Царицынском фронте.
- 18 октября И. В. Сталин телеграфирует В. И. Ленину о разгроме красновских войск под Царицыном.
- 19 октября И. В. Сталин окончательно отозван из Царицына в Москву[6].

## Третья оборона Царицына
1 января 1919 года Донская армия начала своё третье наступление на Царицын. 21 декабря усть-медведицкая конница полковника Голубинцева начала наступление, выходя к Волге севернее Царицына и разрезая фронт красных. Красное командование перебросило против Голубинцева конницу Думенко. Завязались ожесточённые бои, шедшие с переменным успехом. Тем временем части генерала Мамантова вплотную подошли к Царицыну. К югу от Царицына красная конница Городовикова была разбита и загнана в городские окраины. Из-за морозов и морального разложения частей Донской армии наступление донцов на Царицын было остановлено. В середине февраля части Донской армии были вынуждены отойти от Царицына.
2 февраля (15 февраля) 1919 П. Н. Краснов под нажимом Деникина был вынужден подать в отставку и уехал в Северо-Западную армию Н. Н. Юденича, расположенную в Эстонии. Контрнаступление РККА впоследствии захлебнулось, и город пал в июне 1919 года.

## Дальнейшие события
Советская историография заканчивается на третьей обороне Царицына. Однако на этом бои за город не закончились.

### Взятие города белыми
Не сумевшая взять город Донская армия была от него отведена, и для овладения городом была направлена Кавказская армия. Главком ВСЮР генерал Деникин в своей директиве от 8 мая кратко указал: «Генералу Врангелю овладеть Царицыном».
Командующий Кавказской армией ВСЮР генерал Врангель начал наступление на Царицын тремя корпусами. Первый корпус Покровского был направлен вдоль линии железной дороги для преследования главных сил противника; второй корпус Улагая — вправо от железной дороги для нанесения ударов в тыл. Третий корпус Шатилова оставался в резерве командующего армией. Кроме этих корпусов в состав армии входили Сводный и Донской корпуса, действовавшие на левом фланге. Сводный корпус, после выполнения возложенной на него задачи — отбросить противника за р. Сал, — был расформирован. Донскому корпусу надлежало разбить и уничтожить части красных, действовавших между р. Салом и Доном. 11 мая (24 мая) 1919 колонны армии подошли к р. Сал.
11−13 мая (24−26 мая) 1919 Кавказская армия Врангеля опрокинула части 10-й армии красных, переправившись через Сал, 20−22 мая (1−3 июня) 1919 взяла последние укрепления перед Царицыным и к началу июня вплотную подошла к Царицыну. Приданные Кавказской армии бронепоезда не смогли принять участие в походе на Царицын до окончания починки железнодорожного моста через р. Сал.
За короткое время при помощи местных органов власти и населения командующий 10-й армией Л.Л. Клюев сумел хорошо организовать оборону Царицына. Были созданы две позиции, проходившие по внешнему обводу окружной железной дороги и пригородам города, на его окраинах. В доступных для наступления противника местах установлены проволочные заграждения, отрыты окопы. В качестве подвижных огневых групп широко использовались семь имевшихся в армии бронепоездов.
По данным белой разведки, у красных под Царицыном было 16 тыс. штыков, 5 тыс. сабель, 119 орудий. На Волге стояла речная флотилия из 4 дивизионов, катеров и понтонов и 9 канонерок и 2 миноносцев.
Атака Царицына была намечена на рассвете 1 июня (14 июня) 1919. В ходе непрерывных двухдневных сражений 14−15 июня части Кавказской армии без поддержки бронепоездов понесли значительные потери (ок. тысячи чел. убитыми и ранеными). 16 июня врангелевцы предприняли мощный штурм города с трёх направлений, пытаясь прорвать оборону на внешнем обводе.
4 июня (17 июня) 1919 в результате контрнаступления части Врангеля были отброшены от Царицына. Понеся большие потери (в том числе выбыло из строя за время операции 5 начальников дивизий, 11 командиров полков и 3 командира бригад), Врангель был вынужден отказаться от немедленного повторения штурма, отведя части Кавказской армии к югу от Царицына в район Сарепты. Законченный ремонт ж/д моста через р. Сал позволил направить на фронт к Царицыну тяжелую военную технику, в том числе бронепоезда. Лишь получив сильные подкрепления (вновь сформированную 7-ю пехотную дивизию генерала Н. Э. Бредова (два полка и пять батарей), 1-й бронепоездной дивизион (3 бронепоезда) и танковый дивизион из 6 танков, снятый с харьковского направления), он вновь приступил к штурму города.
10 июня (23 июня) 1919 легкий бронепоезд «Вперёд за Родину» прибыл на станцию Жутово. 12 июня (25 июня) 1919 на станцию Сарепта прибыл тяжелый бронепоезд «Единая Россия». Тяжелый бронепоезд «Иоанн Калита» из состава 2-го бронепоездного дивизиона, направленный в помощь Врангелю, не успел подойти к штурму Царицына, задержанный на станции Песчаноокопская. Были предприняты меры, чтобы скрыть от красных, что железнодорожный мост через реку Сал уже исправлен и что бронепоезда смогут участвовать в предстоящем бою.
Несмотря на тактические трудности атаки Царицынской укрепленной позиции с юга, вдоль Волги, командующий Кавказской армией генерал Врангель решил нанести главный удар именно в этом направлении.
16 июня (29 июня) 1919 около 3 часов ночи началось наступление войск Врангеля.
Царицын пал 17 июня (30 июня) 1919 после утренней одновременной концентрированной атаки 17 танков Первого танкового дивизиона, сформированного в Екатеринодаре, и пяти бронепоездов: лёгких «Орёл», «Генерал Алексеев», «Вперёд за Родину», «Атаман Самсонов» и тяжёлого «Единая Россия». Из танков, сформированных в 4 танковых отряда по 4 танка, восемь были тяжёлыми пушечными Mk I, а девять — пулемётными Mk A «Whippet», из которых в одном («лишнем», 17-м) находился британский экипаж капитана Кокса. Часть победы принадлежала генералу Улагаю, командовавшему ударной группой в составе 2-го и 4-го конных корпусов, и генералу Покровскому, вышедшему в тыл красных. 7-я дивизия во время флангового обхода понесла потери до 30% личного состава.
18 июня (2 июля) 1919 в Царицын через Сарепту проследовал отряд командующего Кавказской армией генерала П. Н. Врангеля. 20 июня (4 июля) 1919 в город прибыл главком ВСЮР генерал А. И. Деникин, где огласил свою знаменитую «Московскую директиву» о дальнейшем развитии летней кампании 1919 года.

### Взятие города Красной армией
Операции с конца августа 1919 года по начало января 1920 года, закончившиеся окончательным взятием Царицына Красной армией.
18 августа РККА перешла в наступление при поддержке кораблей Волжско-Каспийской военной флотилии и десантного отряда моряков Ивана Кузьмича Кожанова.
22 августа был взят Камышин, 1 сентября — Дубовка, 3 сентября — Качалино, 4 сентября — Рынок-Орловка.
В начале сентября 10-я армия вышла к Царицыну. 5 сентября начались бои за город, однако сил 28-й и 38-й стрелковых дивизий и десантного отряда моряков Кожанова оказалось недостаточно, сходу захватить город не удалось. Кожановцы отошли на исходные рубежи. Бои продолжались до 8 сентября, после чего активные боевые действия прекратились.
В конце ноября войска Юго-Восточного фронта перешли в наступление. Серьёзный успех принёс рейд сводной кавалерийской группы Бориса Мокеевича Думенко по тылам белых; был разгромлен 6-тысячный корпус генерала Топоркова. 10-я армия смогла улучшить свои позиции и подготовиться для нового наступления на Царицын.
В декабре 1919 года произошла смена командования в обеих армиях. С 5 декабря Кавказскую армию вместо генерала барона П. Н. Врангеля возглавил генерал В. Л. Покровский. 28 декабря А. В. Павлов сменил Л. Л. Клюева в должности командарма 10-й армии.
28 декабря из-за Волги подошла 50-я Таманская дивизия Епифана Иовича Ковтюха, входившая в 11-ю армию. По правому берегу к Царицыну продвигалась 37-я дивизия Павла Ефимовича Дыбенко из 10-й армии. В ночь на 3 января 1920 г. войска 10-й и 11-й армий РККА с боями вступили в Царицын; части Кавказской армии стали покидать город, взрывая при этом важные объекты: мосты, водопровод, электростанцию. В два часа ночи 3 января 1920 года Царицын был окончательно взят красными.

## Итоги кампании
Оборона Царицына сыграла важную роль в событиях Гражданской войны.
За стойкую оборону город 17 мая 1919 года был награждён Почётным революционным Красным Знаменем, а 14 апреля 1924 года, к 5-летней годовщине обороны — пролетариат города был награжден орденом Красного Знамени.

## В культуре
- А. Н. Толстой. Хлеб (1937), Хождение по мукам, 2-3 том (1941)
- Оборона Царицына (фильм) (1942)
- Battlefield 1: In the Name of the Tsar (2017)
- Эшелонная (песня) (1933)

## Комментарии
1. ↑  При жизни Сталина было распространено мнение, что идея концентрации артиллерии на направлении главного удара Донской армии принадлежала лично Сталину(см. например: Никифоров Н. Н. и др. «Артиллерия»)